# J'exagère
Albums de Éric Lareine
L'Ampleur des dégâts
(1994) Éric Lareine et leurs enfants
(2010)
J'exagère est le troisième album d'Éric Lareine, paru en 1996.

## Titres
Tous les textes sont d'Éric Lareine, sauf « The Tower of Song », qui est une chanson de Leonard Cohen adaptée par Lareine. Les auteurs des musiques sont indiqués ci-dessous.
| No  | Titre                                                                    | Compositeur(s)                                               | Durée |
| --- | ------------------------------------------------------------------------ | ------------------------------------------------------------ | ----- |
| 1.  | Le Concessionnaire                                                       | Mingo Josserand & Éric Lareine                               | 4:09  |
| 2.  | Record                                                                   | Jean-Paul Raffit                                             | 3:49  |
| 3.  | J'exagère                                                                | Mingo Josserand & Jean-Paul Raffit                           | 4:21  |
| 4.  | La Complainte du héros                                                   | Mingo Josserand                                              | 3:52  |
| 5.  | Chance aux chansons (The tower of song) (texte original : Leonard Cohen) | Leonard Cohen                                                | 5:13  |
| 6.  | Transat                                                                  | Mingo Josserand & Éric Lareine                               | 2:25  |
| 7.  | Faire et défaire                                                         | Éric Lareine, François Grimaud, Jean-Luc Amestoy, Mino Malan | 3:45  |
| 8.  | Ta sœur                                                                  | Mingo Josserand                                              | 2:35  |
| 9.  | Ric & Rac                                                                | Mingo Josserand & Éric Lareine                               | 2:58  |
| 10. | Le Sel                                                                   | Mingo Josserand                                              | 4:44  |
| 11. | Le Terrible                                                              | Mingo Josserand & Éric Lareine                               | 3:04  |

## Musiciens
- Éric Lareine : chant, harmonicas
- Mingo Josserand : piano, claviers
- Jean-Paul Raffit : guitares
- Éric Delbouis : batterie (piste 2, 6, 7, 9, 11), percussions (piste 3 & 8)
- Alex Roger : batterie (piste 1, 5, 6), percussions (piste 3)
- Denis Clavaizolle : basse (pistes 2 & 11), claviers (piste 2), orgue Hammond (piste 3)
- Jean-Luc Amestoy : piano (piste 6)
- Gilles Carles : tuba baryton (pistes 4 & 10)
- Bernard Lescure : tuba basse (pistes 4 & 10)
- Jean-Marc Pageon : trombone (pistes 4 & 10)
- Richard Calleja : clarinettes (pistes 4 & 10)
- Dominique Regeff : vielle à roue (piste 8)

## Production
- Arrangements : Mingo Josserand
- Prise de son : Mingo Josserand
- Mixage : Christophe Dupouy, assisté de Bartrand Jeannot (studio Musika, Paris)
- Crédits visuels : Isadora, Alxe Roger, Éric Lareine, Bruno Wagner (photos)